# Ријека Дубровачка
Ријека Дубровачка је морски залив североисточно од Дубровника настао потапањем долине и тока реке Омбле која представља део реке понорнице Требишњице притоке Јадранског мора. Јака крашка врела налазе се на крају 5.273 метара дугог залива а избијају на контакту кречњака и непропуног флиша. Спољни део залива у саставу је комплекса дубровачке луке Груж (станица за бродска течна горива у Сустјепану), а унутрашњи је плован само за чамце. Дуж обале залива постоји пут, па је још 1989. одлучено да се преко залива направи мост да би се пут скратио на десетак километара. Данас две стране Ријеке Дубровачке повезује Мост Фрање Туђмана, завршен 2002. године, који је од свог отварања имао низ озбиљних техничких потешкоћа, због чега је пар пута био и затваран за саобраћај. Подручје је сталним аутобусним линијама повезано са осталим деловима Дубровника.

## Становништво
Велики број становника Ријеке Дубровачке су избеглице из Босне, а ради се о Бошњацима, Хрватима и Србима из Херцеговине. Подељена је на две градске месне заједнице (котар): Комолац и Мокошицу. Места у Ријеци Дубровачкој су: Сустјепан, Чајковићи, Комолац, Рожат, Пријевор, Драчево село и Мокошица. 
Становници Ријеке Дубровачке баве се туризмом, земљорадњом и рибарством; већина их ради у Дубровнику. Насеље броји око 12.000 становника.

## Баштина
Од XV века дубровачка властела је градила у Ријеци Дубровачкој своје летњиковце, од којих су многи сачувани. Око залива нижу се насеља Батаховина (летњиковци Кабога и Стај), Сустјепан (романичка црква св. Стјепана из XI-XII века), Чајковићи (летњиковац Боздари), Комолац (летњиковци Гундулић, Сорго, Бизари и Геталдић, највећи вински подрум на јужном делу јадранске обале), Рожат (летњиковац Рести, остаци бенедиктинског самостана из 1123), Пријевор (фрањевачки самостан из 1393, обновљен 1704), Обуњено (летњиковац Сорго-Гучетић), Мокошица (летњиковац Замања и Гучетић-Ђорђић, термално купатило), Градићево (летњиковац Градић) и Мириново (летњиковац Буцињоло).

## Слике
- Дворац Соркочевић у Сомолцу
- Мокошица
- Црква св. Стјепана у Сустјепану
- Чајковићи
- Рожат
- Пријевор
- Мост др Фрање Туђмана или Дубровачки мост